# Mac OS 9
Mac OS 9 é um sistema operacional da Apple Computer, o último da linha clássica do Mac OS. Lançado em 23 de Outubro de 1999, a Apple o classificou como "O Melhor sistema Operacional em Internet", destacando a capacidade de busca na Internet do Sherlock, a integração com os serviços gratuitos da Apple Online conhecido como iTools, e melhorando a rede Open Transport.
Embora o Mac OS 9 carecesse de funcionalidade para um sistema operacional moderno, como uma memória protegida e multitarefa preemptiva, mais tarde foi introduzido um mecanismo de atualização de software e suporte a múltiplos usuários.
A Apple parou de desenvolver o Mac OS 9 em 2002, transitando todo o processo de desenvolvimento para o futuro Mac OS X. Desde aquele tempo não houve mais atualizações. As atualizações finais para o Mac OS 9 foram para compatibilidade com o Mac OS X mesmo rodando em um ambiente clássico e tornando-o compatível com aplicativos Carbon.